# یان زلوخا
یان زلوخا (اسلواکی: Ján Zlocha; ۲۴ مارس ۱۹۴۲ – ۱ ژوئیهٔ ۲۰۱۳) بازیکن فوتبال اهل چکسلواکی بود.
از باشگاه‌هایی که در آن بازی کرده‌است می‌توان به دوکلا پراگ، باشگاه فوتبال اسپارتاک ترناوا، و باشگاه فوتبال اسلوان براتیسلاوا اشاره کرد.
وی همچنین در تیم ملی فوتبال چکسلواکی بازی کرده‌است.